# Yasmin Lucas
Pour les articles homonymes, voir Lucas.
Laís Yasmin Lucas Gontijo (née le 16 décembre 1990 à Cuiabá) est une chanteuse et compositrice brésilienne.

## Biographie
Yasmin Lucas a commencé sa carrière à l'âge de cinq ans en enregistrant de la musique pour un feuilleton brésilien. En 2004, Yasmin s'est rendue en Grèce pour chanter la chanson thème des Jeux Paralympiques de Beijing au Brésil.
En 2008, Yasmin Lucas a représenté le Brésil dans le New Orleans Jazz & Heritage Festival à La Nouvelle-Orléans en chantant la chanson Fever impressionnant beaucoup de critiques musicaux. Elle s'est également fait un nom sur le marché international, chantant avec Alex Band, ancien chanteur de The Calling.

## Discographie

### Albums
- 1997 : Yasmin
- 2000 : Declaração
- 2002 : O Mundo dos Sonhos de Yasmin

### Singles
- 1997 : Mentirinhas
- 2000 : Declaração
- 2002 : Eu Gosto de Você
- 2002 : O Que É o Amor
- 2004 : O Meu Jeito de Agir
- 2005 : With you (feat. Kyle Wyley)
- 2006 : Acontece, Esquece
- 2008 : Show That Girl (feat. Feio)
- 2009 : In Your Heart, I'm Home (Feat. Alex Band)
- 2010 : Eu Quero Você